# Cyrenaika
Cyrenaika er den østlige kystregion af Libyen. Cyrenaika blev i antikken koloniseret af grækere, som grundlagde flere byer i området, blandt andet Kyrene. Under 2. verdenskrig udspillede størstedelen af Ørkenkrigen sig i dette område.